# Malo Krčevo
Malo Krčevo is een plaats in de gemeente Majur in de Kroatische provincie Sisak-Moslavina. De plaats telt 50 inwoners (2001).